# Ailbertus van Antoing
Ailbertus van Antoing (Antoing, ca. 1060 - Sechtem, 19 september 1122) was een middeleeuws geestelijke, die beschouwd wordt als de stichter van de abdij Rolduc.

## Levensbeschrijving
Over het leven van Ailbertus van Antoing zijn vrij veel gegevens bekend uit de Annales Rodenses, de kroniek van de abdij Rolduc (of Kloosterrade), die enkele tientallen jaren na zijn dood werd geschreven en dus als vrij betrouwbaar kan worden beschouwd.
Ailbertus was afkomstig uit Antoing (bij Doornik in België). Volgens de Annales Rodenses was hij de zoon van de edelman Amorricus, een godvruchtig man. Ailbertus zou zijn lievelingszoon zijn geweest, maar was in feite geliefd door iedereen. De schrijver van de Annales geeft daarmee al de goddelijke uitverkiezing aan van Ailbertus voor zijn toekomstige taak.
Ailbertus was verwant aan graaf Gerard de Lange van Gelre, Gozewijn van Heinsberg, graaf Hendrik van Kriekenbeek en graaf Dirk van Kleef, die alle vier achterkleinkinderen waren van de broers Gerard en Rutger, die rond 1033 uit hun geboortegebied Antoing vluchtten naar Wassenberg.
Samen met zijn beide broers Thyemo en Walgerus stichtte hij in 1104 een kleine houten kapel op de plaats waar nu de abdij Rolduc (of Kloosterrade) gevestigd is. De grond hiervoor werd hem door graaf Adelbert van Saffenberg ter beschikking gesteld. Al snel begon de bouw van een stenen kerk, waarvan de crypte al in 1108 kon worden ingezegend.
Ailbertus werd nooit tot abt gewijd maar had wel de leiding over de abdij Kloosterrade van 1104 tot 1111.  In dat jaar voelde hij zich door een conflict met Embrico verplicht de abdij te verlaten. De oorzaak van het conflict was dat hij de strenge armoede van het kloosterleven wilde handhaven in tegenstelling tot de andere kloosterlingen die hun onderkomen wilden vergroten. Hij werd opgevolgd door Richerus. In 1107 ontving hij van graaf Saffenburg een stuk land voor de bouw van een vroenhof (hoeve Lichtenberg) tussen Berenbruch (het huidige Berenbos) en de Holzkuhl.
In hetzelfde jaar vroeg Burchard, bisschop van Utrecht, hem in zijn bisdom te komen werken, maar Ailbertus weigerde. Ondertussen vorderde de bouw van de kerk gestaag. Dit werd mogelijk doordat de welgestelde Embrico uit Mayschoss het klooster ondersteunde. Ailbertus besefte echter dat hij niet met Embrico kon samenwerken en in 1111 verliet hij het klooster. Later vestigde hij zich te Clairfontaine in Picardië.
Hij overleed, onderweg naar Rolduc, te Sechtem (bij Bonn), waar de familie Saffenburg tot 1280 bestuurlijke invloed had. Hij werd in de Sint-Nicolaaskapel van Sechtem begraven.

## Verering
In enkele 17e-eeuwse geschriften werd verhaald dat het gebeente van Ailbertus al veel langer in Rolduc verbleef. Het graf in de abdijkerk zou in de tachtigjarige Oorlog, in 1574 of 1578, door Staatse troepen zijn vernield. Deze theorie wordt ondersteund door een beschrijving van de crypte door Joseph Alberdingk Thijm uit 1855 (vóór de restauratie door Cuypers), waarin Alberdingk Thijm melding maakt van een begraafplaats, "wellicht van den stichter der abdij".
In 1771 werd te Sechtem, bij de bouw van de nieuwe Sint-Nicolaaskapel, het vermeende gebeente van Ailbertus teruggevonden. In 1895 werd de resten van de kloosterstichter afgestaan aan Rolduc, waarna ze op 7 augustus van dat jaar plechtig werden bijgezet in de crypte van de Abdijkerk Rolduc. Twee jaar later werd het eenvoudige reliekschrijn geplaatst in een monumentale stenen sarcofaag, die door de bekende Roermondse architect Pierre Cuypers was ontworpen.
Op 12 juli 1904 werd het achtste eeuwfeest van de abdij Rolduc gevierd. Ter gelegenheid daarvan werd op het voorplein van de abdijkerk een monument van Ailbertus onthuld. Het hardstenen gedenkteken, een zuil met het standbeeld van Ailbertis, enkele reliëfs en bekroond door een model van de door hem gestichte kerk, was evenals de sarcofaag ontworpen door Pierre Cuypers.
In 1939 verscheen het jeugdboek Avonturen in het land van Rode van A.J. Toussaint over het leven van Ailbertus.
Geleidelijk rezen er twijfels over de echtheid van het gebeente, omdat dit er onnatuurlijk uitzag. In 1995 vond, met toestemming van de bisschop van Roermond, een onderzoek plaats door de fysisch antropoloog Rafaël Panhuysen. Een deel van het gemonteerde skelet bleek uit houten replica-beenderen te bestaan. De rest van het 'gebeente van Ailbertus' bestond uit botten van minstens drie personen, waaronder een man, een vrouw en een kind. Na C14-datering van een deel van de botten werd geconcludeerd dat het botmateriaal van rond 1530 dateerde. Onbekend is of het deel van de relieken dat in 1895 in Sechtem achterbleef, echt is. Dit deel werd in 1932 in een reliekschrijn van de Sint-Nicolaaskapel naar de parochiekerk overgebracht.
Sinds enkele jaren wordt onderzoek gedaan naar de mogelijkheid om tot een zalig- en daarna eventueel heiligverklaring van Ailbertus van Antoing te komen. Op 11 mei 2012 werd door de bisschop van Roermond, mgr. Frans Wiertz, in de bibliotheek van Rolduc een kerkelijke rechtbank officieel geïnstalleerd, die het leven van Ailbertus kritisch zal onderzoeken en beoordelen. De Stichting Ailbertus Rolduc is opgericht om de voortgang van het zaligverklaringsproces te bevorderen en verzamelt de nodige informatie hiertoe.

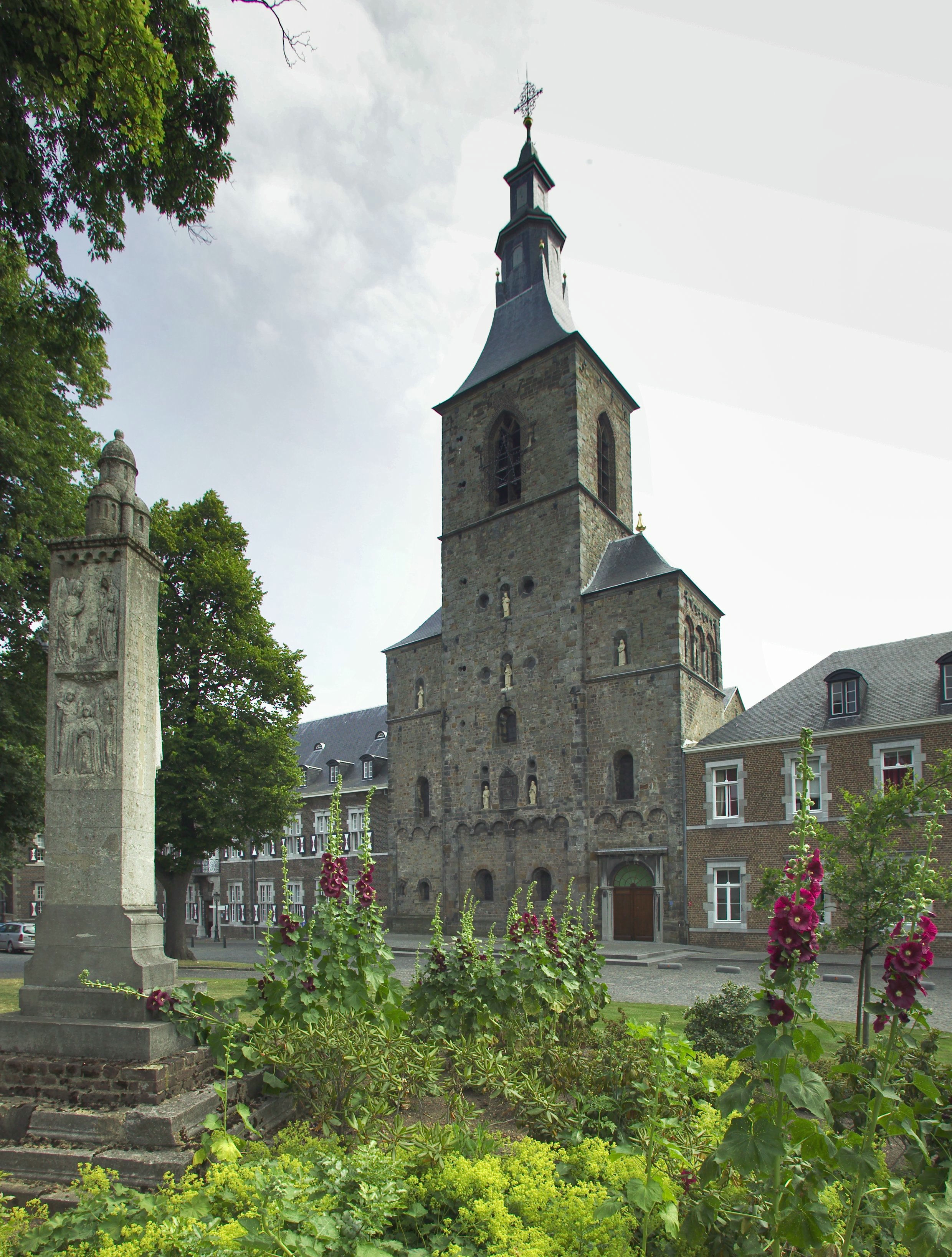
Abdijkerk Rolduc en Ailbertus monument
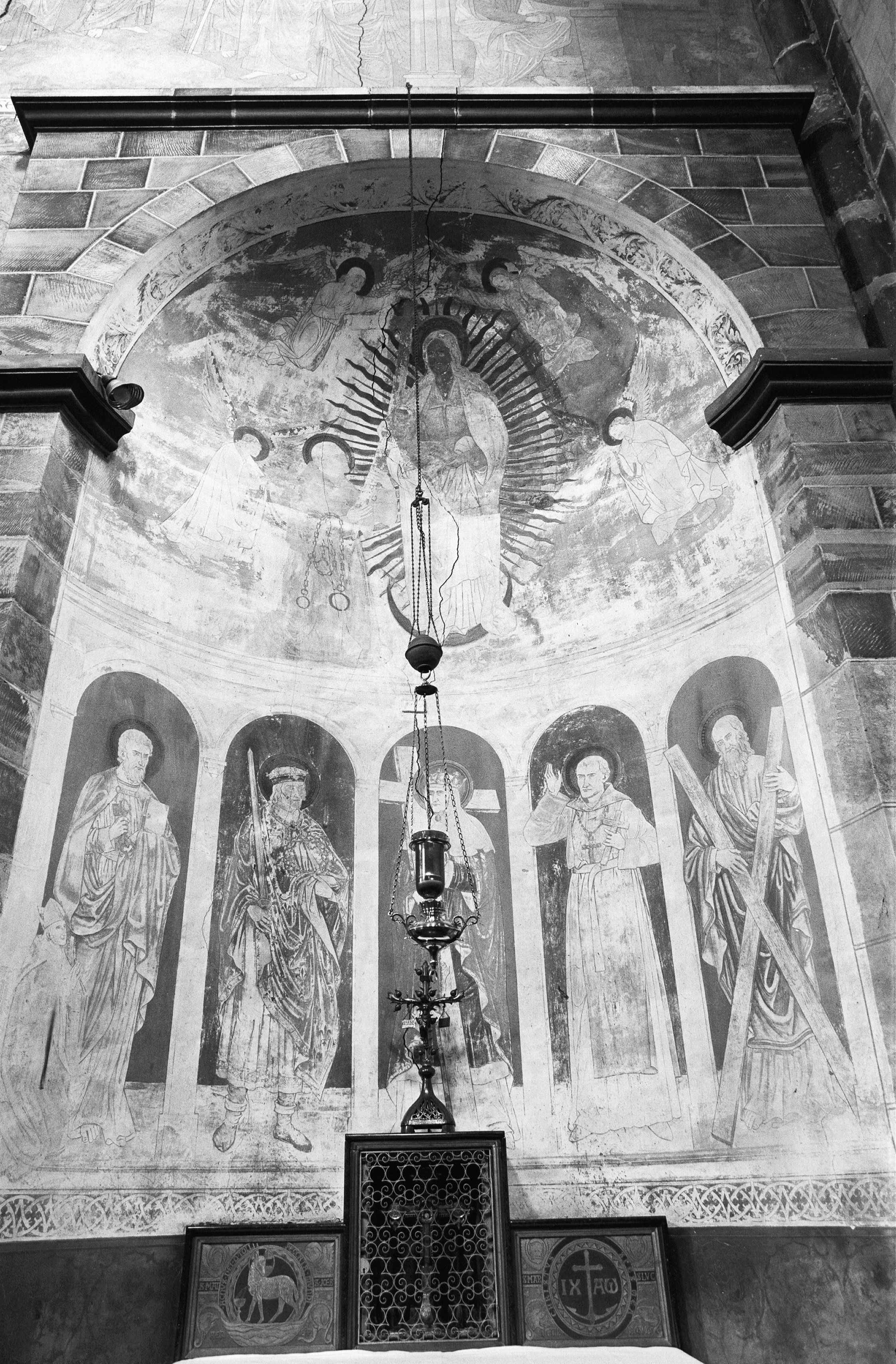
Koorschildering Rolduc. Linksonder: Ailbertus
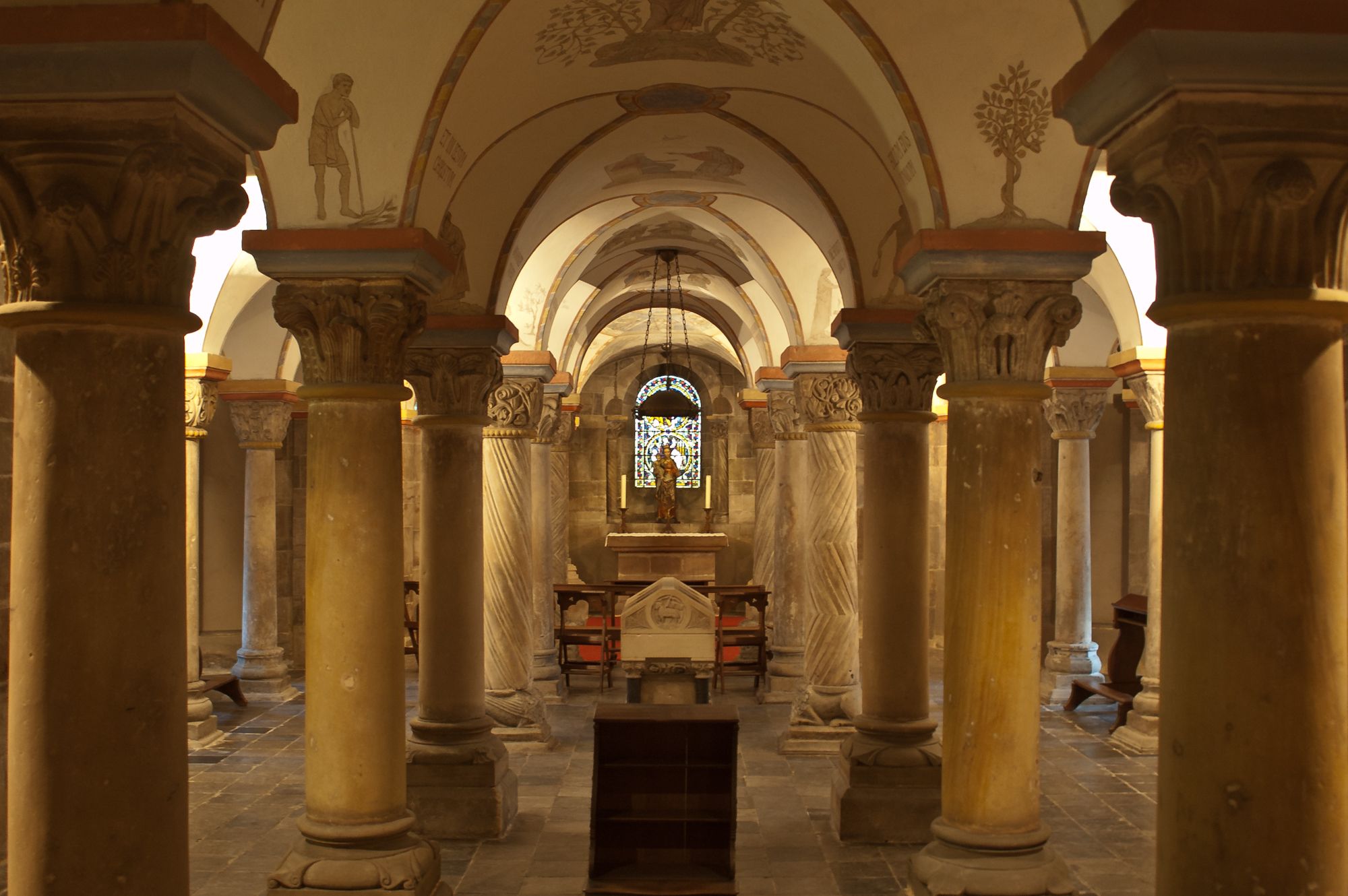
Sarcofaag Ailbertus, crypte van Rolduc
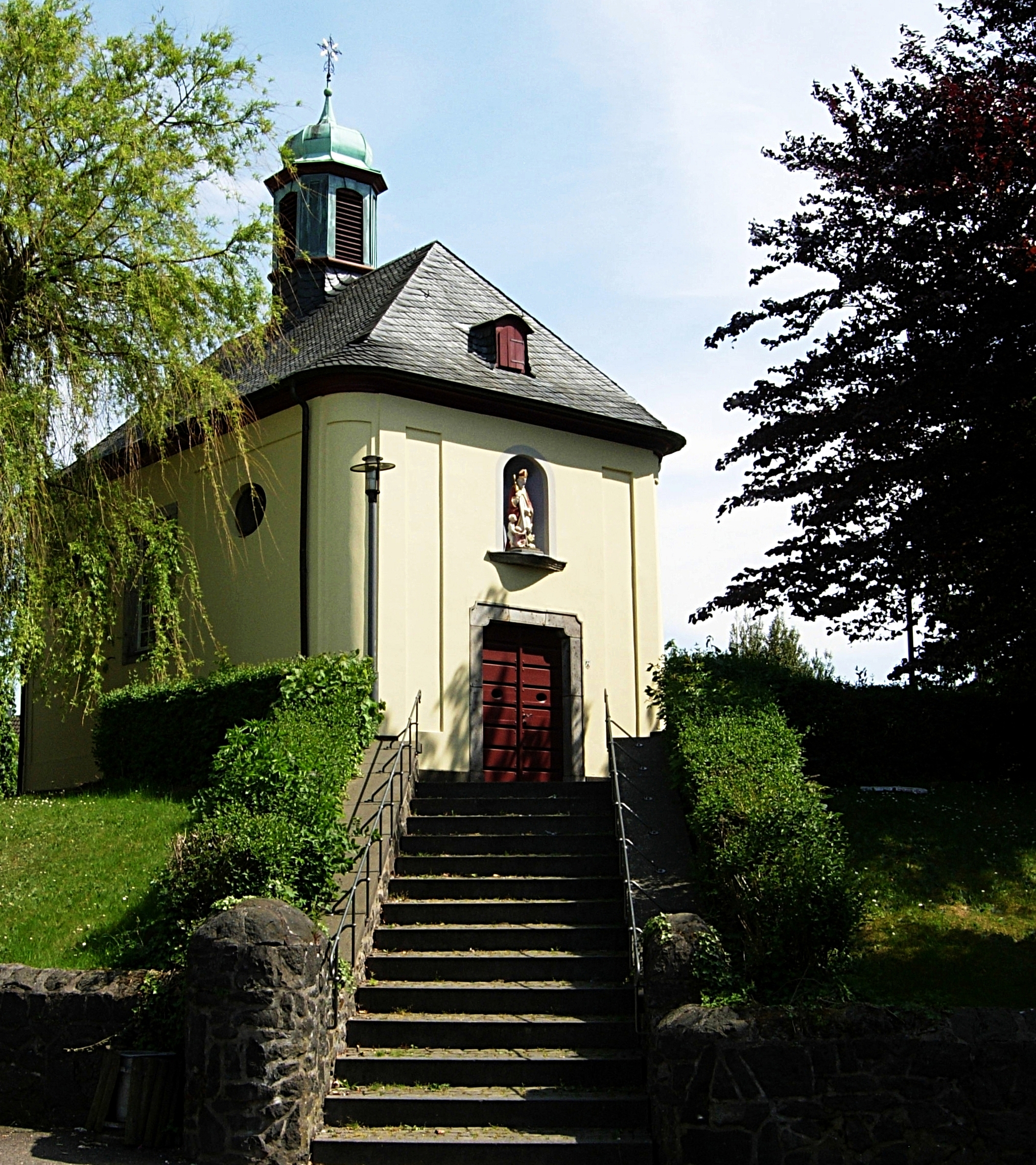
Sint-Nicolaaskapel, Sechtem